# Charles W. McClammy

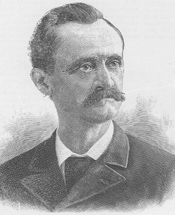
Charles W. McClammy

Charles Washington McClammy (* 29. Mai 1839 in Scotts Hill, Pender County, North Carolina; † 26. Februar 1896 ebenda) war ein US-amerikanischer Politiker. Zwischen 1887 und 1891 vertrat er den Bundesstaat North Carolina im US-Repräsentantenhaus.

## Werdegang
Charles McClammy studierte nach einer guten Grundschulausbildung bis 1859 an der University of North Carolina in Chapel Hill. Danach arbeitete er bis 1861 als Lehrer. Während des Bürgerkrieges diente er im Heer der Konföderation, in dem er es bis zum Major einer Kavallerieeinheit aus North Carolina brachte. Nach dem Krieg betätigte er sich in der Landwirtschaft. Gleichzeitig begann er als Mitglied der Demokratischen Partei eine politische Laufbahn.
Im Jahr 1866 wurde McClammy in das Repräsentantenhaus von North Carolina gewählt; 1871 wurde er Mitglied im Staatssenat. Bei den Kongresswahlen des Jahres 1886 wurde er im dritten Wahlbezirk von North Carolina in das US-Repräsentantenhaus in Washington, D.C. gewählt, wo er am 4. März 1887 die Nachfolge von Wharton Jackson Green antrat. Nach einer Wiederwahl konnte er bis zum 3. März 1891 zwei Legislaturperioden im Kongress absolvieren. Im Jahr 1890 wurde er von seiner Partei nicht mehr zur Wiederwahl nominiert.
Nach seinem Ausscheiden aus dem US-Repräsentantenhaus arbeitete McClammy wieder in der Landwirtschaft. Er starb am 26. Februar 1896 in seinem Geburtsort Scotts Hill.